# Nhím Shadow
Bản mẫu:Sonic character
Nhím Shadow (tiếng Anh: Shadow The Hedgehog,tiếng Nhật: シャドウ-ザ-ヘッジhホッグ, Shadō Za Hejjihoggu) làm một nhân vật game trong loạt game Sonic the Hedgehog, tạo bởi Takashi Iizuka và Yuji Uekawa và thuộc sở hữu Sega.
Shadow là một sinh vật tối thượng có sức mạnh phi thường, nếu các bạn có xem phim Sonic X thì sẽ thấy Shadow mạnh kinh khủng.Shadow được tạo ra bởi Black Doom (là chúa tể bóng đêm có thể điều khiển được người ngoài hành tinh), sau khi Shadow được tạo ra, hắn giao cho Gerald Robotnik chăm sóc giùm. Về chi tiết, đôi giày trượt đã giúp cậu ta đạt tới một tốc độ cực nhanh như Sonic để làm đối thủ của Sonic (trong mùa 2 của phim Sonic X).Shadow có nhiều điểm giống Sonic.Ngoài ra,nếu bạn chú ý trong phim Sonic bất kì,bạn có thể phát hiện là đôi giày của cậu ta còn có thể giúp cậu ta bay lên trong dạng bình thường trong khi đôi giày của Sonic thì không. Điều này có nghĩa là cậu ta có thể biến thành Super Shadow giống như Sonic nếu có Chaos Emrald.Thực ra,đôi giày có thể giúp Shadow bay được vì nó có hai lỗ được trang bị giống như tên lửa.
Cậu ta có dáng vẻ giống Sonic từ lông, màu mắt, cổ tay, giày, và hình dạng của gai nhím, nhưng có điều là cậu ấy có màu lông đen và sọc đỏ tạo thêm vẻ nổi bật cho nhân vật nhìn ấn tượng hơn. Shadow được coi là một anti-hero (nhân vật ở giữa, không tốt không xấu) cho nên trong các game có mặt Shadow như Sonic Adventure 2, Shadow The Hedgehog,... đều cho thấy Shadow vừa giúp Sonic mà cũng vừa giúp kẻ xấu (trong game Shadow The Hedgehog, Shadow giúp Black Doom lấy Chaos Emerald và tiêu diệt quân đội)
Shadow đã xuất hiện trong các video game (như PS2, PS3, Nintendo Gamecube, Android và các máy game độc quyền khác), các phim hoạt hình, truyền hình và truyện tranh. Nhưng quá khứ bí ẩn của cậu ta chỉ hầu như được tiết lộ đến khi game Shadow the Hedgehog phát hành, xoay quanh những sự kiện về nguồn gốc của cậu ta. Trái với Sonic, Shadow là một anti-hero điển hình với sự lạnh lùng và tàn nhẫn (vì Maria bị giết bởi quân đội,vì đó Shadow bắt đầu ghét loài người và không giúp đỡ họ, chứ thực ra Shadow không lạnh lùng hay tàn nhẫn chút nào hết)
Còn một điều rất là thú vị ở Shadow là Sonic và Shadow quá giống nhau nên Amy(là người tình của Sonic)hay bị nhầm lẫn,có nghĩa là cô ấy tưởng lầm Shadow là Sonic việc này cũng đã xảy ra với Silver khi cậu đang định ám sát Sonic.

## Nhạc
Sonic Adventure 2: "Throw It All Away" - Everett Bradley
Sonic Heroes: "This Machine" - Julien-K
"I Am... All of Me" - Crush 40
"Almost Dead" - Powerman 5000
"Waking Up" - Julien-K
"Chosen One" - A2
"All Hail Shadow" - Crush 40
"Never Turn Back" - Crush 40
Sonic the Hedgehog: "All Hail Shadow" (Remix) - Crush 40
Sonic Adventure 2:
+White Jungle: "Rhythm and Balance" - Everett Bradley
+Final Chase: "The SuperNatural" - Everett Bradley
+Biolizard: "Supporting Me" - Everett Bradley
+Radical Highway: "Vengeance is Mine" Jun Senoue; in Shadow the
+Hedgehog(game) there is a similar song that plays in 2 player mode.
"Tripod Baby" performed by m-flo